# Barrage d'Estreito
Le barrage d'Estreito est un barrage situé au Brésil dans l'État de São Paulo.